# Birgit Kowalczik
Birgit Kowalczik (21 de octubre de 1967) es una deportista alemana que compitió para la RFA en natación. Ganó una medalla de plata en el Campeonato Europeo de Natación de 1983 en la prueba de 4 × 200 m libre.

## Palmarés internacional
| Campeonato Europeo | Campeonato Europeo | Campeonato Europeo | Campeonato Europeo |
| Año                | Lugar              | Medalla            | Prueba             |
| ------------------ | ------------------ | ------------------ | ------------------ |
| 1983               | Roma (Italia)      | Medalla de plata   | 4 × 200 m libre    |